# Diplocaulobium fililobum
Diplocaulobium fililobum là một loài thực vật có hoa trong họ Lan. Loài này được (F.Muell.) Kraenzl. mô tả khoa học đầu tiên năm 1910.